# Jan Lavezzari
Pour les articles homonymes, voir Lavezzari.
Jean Marcel Émile Lavezzari, dit Jan Lavezzari, né le 3 janvier 1876 à Paris et mort le 11 mai 1947, est un peintre français.

## Biographie
Jean Marcel Émile Lavezzari naît le 3 janvier 1876 dans le 8e arrondissement de Paris,.
Il est étudiant à l'École centrale à Paris de 1897 à 1900.
Fils d'Émile Lavezzari, architecte de l'hôpital maritime de Berck, Jan Lavezzari est lié à cette ville. Élève à Paris du peintre Francis Tattegrain, il illustre comme lui les travaux et les jours des pêcheurs. Son enfance à Berck se passe en face du pied-à-terre et premier atelier de Tattegrain.
Il conçoit une décoration murale pour l'hôtel de ville de Berck. Il peut être considéré comme le dernier représentant de l'école de Berck.
La contemplation des marins et de leurs voiliers lui donne l'idée de construire un deltaplane qu'il expérimente en 1904.
Sociétaire de la Société des artistes français, il expose au Salon de cette société à partir de 1909.

## Hommages
Le lycée polyvalent et professionnel mixte de Berck porte son nom.

## Œuvres dans les collections publiques
- Berck :
  - hôtel de ville : décoration murale.
  - musée de France d'Opale Sud.
- Le Touquet-Paris-Plage :
  - Casino de la forêt : décoration du hall, 1913, en collaboration avec Francis Tattegrain[8].
  - musée du Touquet-Paris-Plage : Parc des pins, huile sur toile, 38 × 46 cm.

Œuvres de Jan Lavezzari
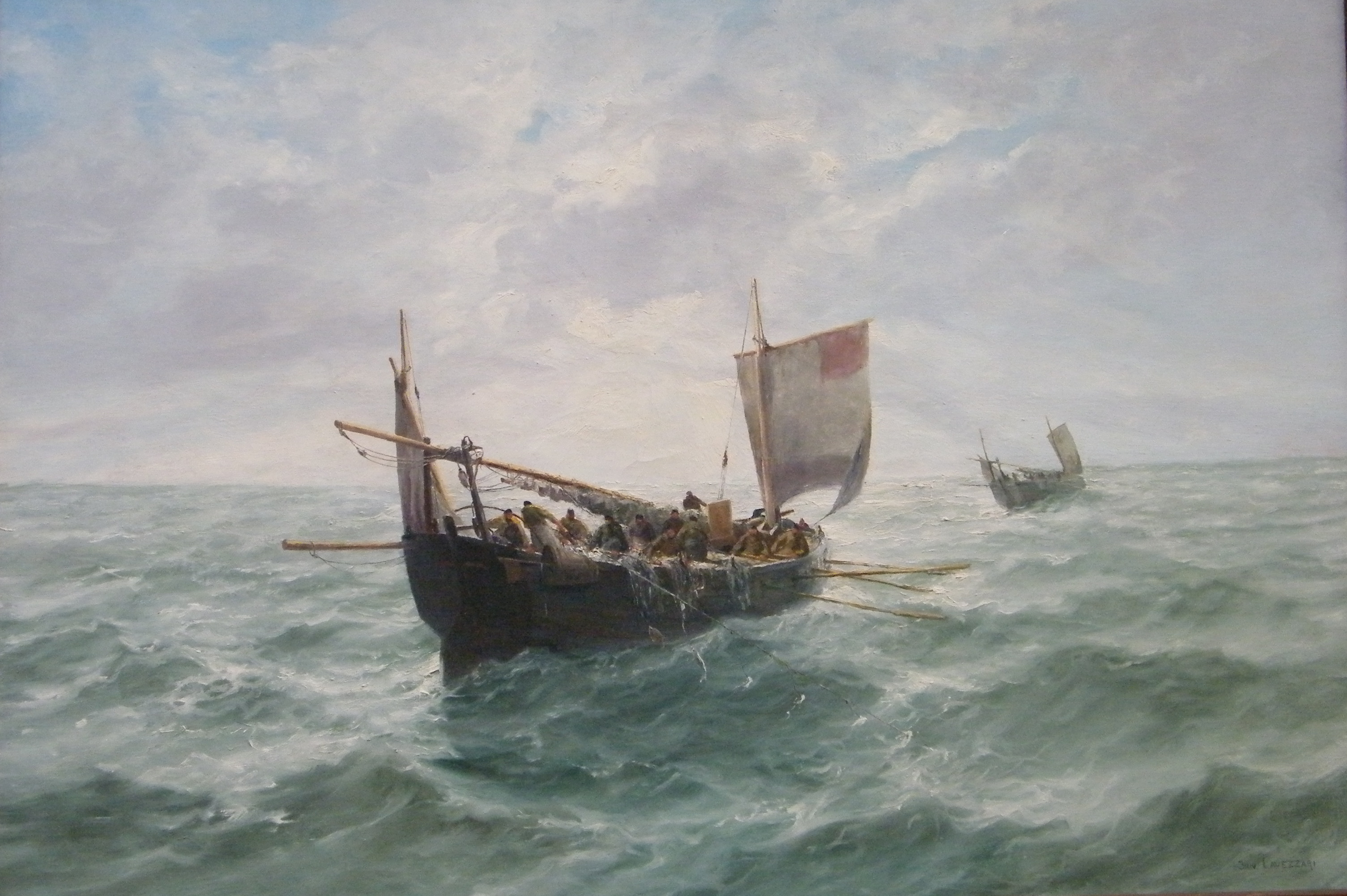
Remontée des cordes, Berck, musée de France d'Opale Sud.
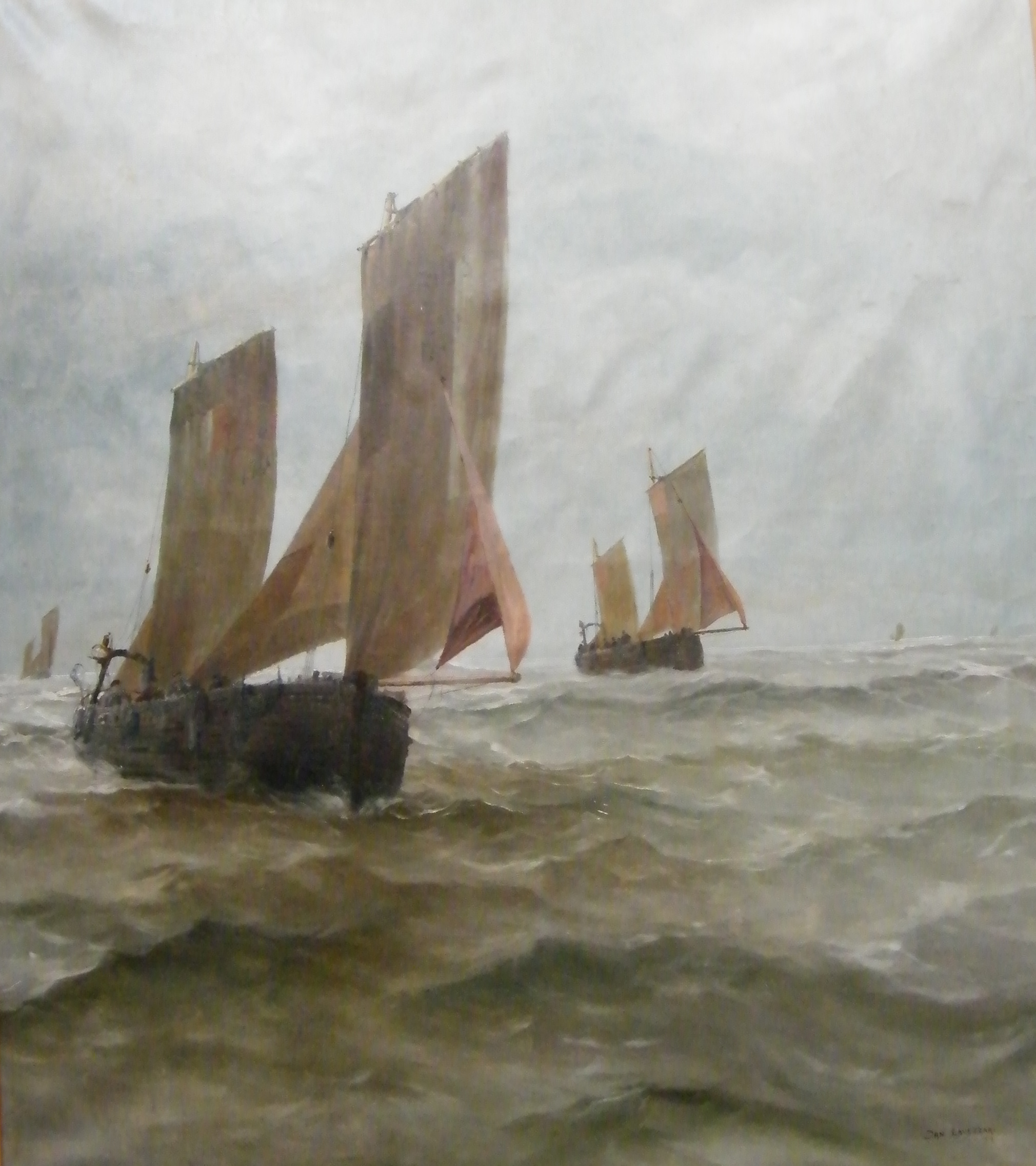
[Titre ?], Berck, musée de France d'Opale Sud.